# Anna Hude
Anna Sophie von der Hude (26. juli 1858 i Ebeltoft – 9. august 1934 i København) var dansk historiker.
Anna Hude blev født i Ebeltoft som datter af prokurator Sophus Waldemar von der Hude (1830 – 1899) og Johanne Larentine Elisabeth Tulinius (1833–1899) og voksede op i Roskilde sammen med fire søskende (deriblandt Karl Hude og Kristian Hude).
Anna voksede op i en familie af lærde mennesker, og hun viste sig også selv at være bogligt stærk. Den unge Anna tørstede ganske enkelt efter mere kundskab, hvilket ikke stod mål med tidens tendenser. Annas tre brødre fik alle lange, akademiske uddannelser, mens Anna og hendes søster primært blev hjemmeskolet. Hun blev konfirmeret som 14-årig, hvorefter hun rejste til Fyn for at arbejde som privatlærerinde. Anna fik hurtigt hjemve og endte med at flytte tilbage til barndomshjemmet i Roskilde.
Anna drømte om at læse videre, men fik ikke opbakning i sit ønske om en studentereksamen på trods af, at det netop i 1875 blev muligt for kvinder at tage studentereksamen og endda læse på universitetet. I stedet blev den 18-årige Anna optaget på Femmers Skole i København, der uddannede unge kvinder til lærerinder, der kunne arbejde i almue- og borgerskolen. Hun tog sin eksamen i 1877 og arbejdede derefter et stykke tid som lærerinde.
Anna kunne ikke glemme drømmen om at læse på universitetet, men for at kunne gøre dette måtte hun have en studentereksamen først. Desværre havde hendes far ikke økonomi til at dække udgifterne ved studiet, og Anna fik tildelt et legat fra den lokale pastor Tolstrup.
I 1878 flyttede hun til København for at tage studentereksamen. Anna flyttede ind til sin morbror, fordi hun sparede huslejen på den måde. Hun endte med at følge Natalie Zahles studenterkursus for unge kvinder.

## Akademisk karriere
I 1882 tog Hude studentereksamen og begyndte herefter studier på Københavns Universitet. Efter en kort pause efter bestået filosofikum blev historie hendes fag, og 1887 blev hun den første kvindelige cand.mag. med historie som hovedfag og engelsk og latin som bifag. I 1888 modtog hun som den første kvinde Københavns Universitets guldmedalje for afhandlingen En Fremstilling og Kritik af de nyere Opfattelser af Spørgsmaalet om Lensvæsnets Opkomst, og i 1893 blev det alle gode gange tre, da hun som den første danske kvinde blev dr.phil. med disputatsen Danehoffet og dets Plads i Danmarks Statsforfatning.
Nærmest vanen tro blev Hude også den første kvinde, der var ansat ved Rigsarkivet, hvor hun arbejdede i 1889-1890 og igen 1891-1910. Det var dog ikke et arbejde, hun befandt sig godt med, hvilket skyldtes en del kollegaers modstand mod en kvindelig arkivar. Samtidig med ansættelsen på Rigsarkivet arbejde hun på kildeudgaven Repertorium diplomaticum regni Danici mediævalis (1894–1912) sammen med Kristian Erslev og William Christensen.

## Fokus på kvindehistorie
Anna Hude var historiker, men en hel del af hendes forskning rettede sig mod emneområder, som vi i dag ville betegne som arkæologi. Hendes afhandling handlede om middelalderens Danehof, og i 1908 bidrog hun til Folkenes Historie bind 3. Her skrev hun om Folkevandringstiden. Med det fokus kan Anna Hude indgå i rækken af kvinder i arkæologiens barndom. Fra arkæologiens barndom kender vi især arkæologiens fædre. Godt 10 år efter at en af dem, Sophus Müller, udgav værket Vor Oldtid, udkom Anna Hudes version af Folkevandringstiden. Kvinder bidrog også til den tidlige arkæologi i Danmark, men fik sjældent anerkendelse for dette.
Om Anna skriver J.C. Manniche: “Ellers er Anna Hudes fremstilling måske især interessant, fordi det er en smule påfaldende, hvor ofte hun i sin fremstilling berører kvinders betydning og kvinders forhold. Hun må have skrevet det omtrent samtidig med, at hun tog aktivt del i kampen for kvinders politiske valgret. Det er måske derfor hun ikke kan lade være med at fremhæve kvinder, der havde en politisk betydning eller indflydelse i den turbulente periode i Europas historie, som hun skulle skildre”.

### Folkenes Historie med stærke kvinder
Anna skrev en stor del af bind 3 i samleværket Folkenes Historie, hvor hun arbejdede med perioden fra 400-700 e.Kr. Hendes primære emner var Folkevandringstiden og de nye riger, der fulgte i kølvandet på Romerrigets fald. Bind 3 udkom i 1908, og det er på mange måder tidstypisk, fordi hun beskriver udviklingen fra oldtiden til nyere tid som lineær og opadgående. Samtidig var hendes tilgang meget klassisk med studiet af skriftlige kilder og antikke figurer. Derfor er der heller ikke henvisninger til arkæologiske bøger om den periode, som hun arbejdede med. Bind 3 er mindre tidstypisk, fordi Anna Hude bruger mange sider på at beskrive stærke kvinder med politisk engagement og tække. Her er det værd at indskyde, at Anna Hude arbejdede for kvindesagen både før og efter hun skrev sit bidrag til Folkenes Historie. Anna brugte dermed sit studie af den europæiske middelalder til at understøtte kvindesagen.
Set med arkæologiske briller er Annas bidrag til Folkenes Historie klassisk, kulturhistorisk historieskrivning med racer og fokus på en blanding af skriftlige kilder og sprogvidenskab. I eftertiden er hendes bidrag kendt for at fremhæve kvinder. Flere af de kvinder, som man kan læse om, ender på tronen og regerer i deres mindreårige sønners navne.

### Galla Placidia
En af disse kvinder er Galla Placidia (ca. 388/93-450), der regerer i sin søns navn over det vestromerske rige. Galla Placidia var datter af den romerske kejser Theodosius I (349-395). Om Galla Placidia skriver Anna Hude følgende:
“Snart efter døde den barnløse Honorius, og saa ændret var Synet paa Kejserens Opgaver blevet, at Regeringen just i denne bevægede Tid lagdes i en Kvindes Haand; Konstantius havde været udset til Efterfølger, men var død før Honorius, og Galla Placidia fik Ledelsen i deres Søn Valentinian III’s Navn. Ogsaa da han blev voksen, beholdt hun den; og paa samme tid styredes Østriget, hvor Arkadius var død 408, mindre af hans Søn Theodosius end af dennes Søster Pulcheria” (Hude 1908, 50).
Anna Hudes beskrivelser af Galla Placidia og hendes familie er interessante, for de har alle en relation og interesse for den vestromerske trone. Hudes beskrivelser minder næsten om et kapitel i Game of Thrones med magtfulde og/eller magtbegærlige mennesker, der alle ønsker at være en del af spillet om magten. En af disse intrigante roller spilles af Galla Placidias datter, Honoria, som Anna Hude kalder for letsindig. Måske blev Honoria derfor sendt til Byzans for at være under den strenge Pulcherias opsyn. Det forhindrede dog ikke Honoria i at sende sin ring til hunnerkongen Attila og tilbyde ham ægteskab, hvilket Attila opfattede som en invitation til selv at sidde på kejsertronen. Efter Galla Placidias død overgår styret af Vestromerriget til “den uduelige Valentinian”, som Anna Hude kalder ham.
Anne Hude fokuserer gennemgående på kvinder som politiske og kompetente.
I forbindelse med Attilas død i 453 skriver Anna Hude:
“Til Romerverdenens Held var Attilas Bane endt. Til sine mange Hustruer havde han føjet den skønne Burgunderinde Ildiko (Hildegunde); men Morgenen efter sit Bryllup fandtes hans død, muligvis dræbt af Bruden til Hævn for hendes Folks Ødelæggelse. Han efterlod en Mængde Sønner, der paa Daarers Vis alle begærede at herske, men inden, der havde Kraft til at holde Faderens Rige sammen“ .

### Amalasunta
Amalasunta (cirka 495-535) er endnu en af de kvinder, der herskede i sin søns navn. I dette tilfælde hed sønnen Athalarik og hun herskede over det ostrogotiske rige. Dog var flere af de gotiske stormænd utilfredse med hendes måde at regere og i særdeleshed samarbejdet med Byzans. “Ganske uholdbar blev Amalasuntas Stilling endelig, da hendes Søn ødelagte sit Helbred ved Udsvævelser og syntes bestemt til en tidlig Død; hun tænkte paa at søge Tilflugt hos Kejseren, hvis Beskyttelse hun havde paakaldt i ærbødige Udtryk, men foretrak dog efter Athalariks Død at dele Magten med Theodahad, hvem hun tilbød Kongenavnet mod selv at beholde sin Andel i Styrelsen”. Amalansunta ender med at blive myrdet, men Anna Hudes beskrivelse af hende viser endnu en kvinde, der til fulde forstod at spille magtspillet.

### Brunhilde ogFredegunde
Endnu to kvinder bliver fremhævet af Anna Hude. Den ene er Brunhilde, der var “Vestgoterkongen Athanagilds skønne og kloge Datter” som i de skriftlige kilder beskrives som “Skøn, beskeden og ærbar, forstandig, mild og elskværdig. Mægtig ved Aasyn og Aand, som ved sin fornemme Byrd”. Den anden er hendes modstander, Fredegunde, der kæmper sig vej op i det frankiske hierarki for til sidst at myrde Brunhildes lillesøster, der netop er blevet gift med Kilperik  den frankiske kejser. Derefter bliver Fredegunde gift med Kilperik.
Anna Hude beskriver magtfulde kvinder, og virker både til at være optaget af at fremhæve kvindehistorien og i lige så høj grad af at se på menneskers relation i samfundet og til magt. Om forholdet mellem Brunhilde og Fredegunde skriver hun blandt andet:
“Dette var Indledningen til en ny Kamp mellem Brødrene, der endnu mere blev en Krig mellem de to Dronninger, den ædelbaarne Prinsesse fra Spanien og den frankiske Kvinde, der fra sin ringe Stilling var naaet op til at blive hendes Søsters Efterfølgerske paa Tronen; this fra nu af nævnes der ogsaa for Kilperiks Vedkommende kun én Ægtefælle, og hendes Del i Herredømmet maaler sig med Brunhildes.”
I 575 bliver Brunhildes ægtefælle, Sigebert af Austrasien, myrdet, og hun må nu forsvare sig selv om deres femårige søn. Der er ingen tvivl om, at Anna Hude foretrækker Brunhilde frem for Fredegunde, som hun beskriver som en rænkesmed uden lige, der får folk myrdet i et væk. Det er dog ret interessant, at den negative beskrivelse af Fredegunde mest af alt stiller hende på lige fod med resten af hoffet, fordi hun er en mester til de politiske intriger.
I 595 dør Fredegunde. Hendes had til Brunhilde er uændret, og Anna Hude beskriver, at Fredegunde hverket bliver straffet for alle de mord, hun har sat i værks, eller for mordforsøget på sin egen datter.
Det ender temmelig skidt for Brunhilde, fordi Austrasiens stormænd ender med at fordrive hende. Derefter forsøger Brunhilde at herske videre gennem sit barnebarn Sigebert, men dette medfører endnu et oprør fra stormændenes side. “I Fredegundes Søns Haand lagdes den gamle dronning Skæbne; hendes Æt udryddedes, hun selv bandtes nøgen til en vild Hests Hale og omkom ynkelig”.
Gennem de mange sider med beskrivelser af et Europa i forandring fra omkring år 400-700 er der både plads til kvinders og mænds historie. Set med et par historiske briller giver det god mening, når en kvindesagsforkæmper som Anna Hude fremhæver de kvinder, der spillede en aktiv og væsentlig rolle i det politiske liv i Antikken.
Anna Hude afslutter med følgende bemærkning, der er meget tidstypisk for både historie og arkæologi i begyndelsen af 1900-tallet:
“Mærkelig stor er den Afstand, der i aandelig som sædelig Henseende skiller Angelsachserne i England fra deres Samtid på Fastlandet. Hvad man har lært ved at iagttage den ulykkebringende Virkning af Racernes Sammensmeltning i de romanske Lande, udfyldes ved Betragtningen af dens Modsætning i England. Barbarernes friske Blod havde vel formaaet at gyde nyt Liv i de udlevede Oldtidssamfund, som de var blevet optagne i; men en uhyre Tilbagegang i Kultur havde været Prisen derfor for Romerne, og selv havde de tilsat deres Sæders Renhed, deres mandige Æresfølelse, deres stolte Ærlighed; til gensidig Fordærvelse havde Romere og Germaner virket paa hinanden. Det gik anderledes i England, hvor ingen saadan Sammenblanding fandt Sted. Men det er Englands Skæbne, der peger mod Fremtiden; Angelsachserne afgav kun det første Vidnesbyrd om, hvad den germanske Race med sin Dybde og Alvor kunde udvikle sig til, naar den uberørt af en overmoden Kultur kom under Indflydelse af Kristi forædlende Lære og af de evige Aandsværdier, som Oldtiden havde skabt” .

## Anna Hude og kvindesagen
Kvindesagen var Hude så småt allerede gået ind i 1884, da hun blev medlem af Dansk Kvindesamfund, men det var først i 1904, at hun blev egentlig kvindepolitisk aktiv i kampen for kvinders stemmeret. Hun var med til at stifte Politisk Kvindeforening og blev dens første formand i 1905. Under hendes ledelse blev foreningen 1906 til Københavns Kvindevalgretsforening, der 1907 blev udgangspunktet for Landsforbundet for Kvinders Valgret.

## Spirende spiritisme
Efter 1908 gled kvindesagen tilsyneladende mere eller mindre ud af Hudes interessefelt, hvor spiritismen til gengæld optog mere og mere plads. Hun kastede sig over "psykisk forskning" i form af videnskabeligt baserede undersøgelser af for eksempel telepati, clairvoyance og trancetilstande. Som resultat af denne forskning udkom blandt andet The Evidence for Communication with the Dead i London 1913. Med tiden blev hendes eget religiøse standpunkt en panteistisk mysticisme kombineret med en form for reinkarnation.

## Familie
Allerede i 1880'erne havde der været et spirende romantisk forhold mellem Hude og Kristian Erslev, men først efter Erslevs skilsmisse kunne parret blive gift 1. juli 1910.

## Damen, der skød på doktoren
I marts 1879 blev Anna syg med en slem forkølelse og mavesmerter, og hun måtte tilses af lægen Carl. J. Leerbeck, der ernærede sig som huslæge. Leerbeck var familielæge hos den morbroder, som Hude boede hos i København. Han var en ældre herre, og allerede ved første sygebesøg gjorde doktor Leerbeck uønskede tilnærmelser til Anna Hude. Han undersøgte hendes kønsorganer og forsøgte at kysse hende. Som en dydig borgerskabspige i 1870erne var Annas viden om sex ikke-eksisterende, men hun blev meget chokeret over doktorens uanstændige opførsel.
Næste dag vendte doktor Leerbeck tilbage til endnu et sygebesøg, og Anna krævede at få en forklaring af ham. Leerbeck holdt Anna hen med søforklaringer, og i de følgende måneder mødtes de flere gange. Leerbeck forsøgte sig med flere tilnærmelser, mens Anna blev ved med at insistere på at få en forklaring.
Til sidst besluttede Anna sig for at stoppe med at se Leerbeck - både som huslæge og i privaten. Alligevel havde Leerbeck held med at lokke hende til et sidste møde, fordi han overbeviste hende om at han på ingen måde havde handlet uærbødigt men derimod var såret over Annas mistro til ham. De aftalte at mødes i Fiolstræde 38. På adressen lå et bordel, hvor Leerbeck var en hyppig gæst, men det vidste Anna ikke noget om. Leerbeck tog imod Anna i døren og førte hende ind på et værelse. Efter at have låst døren kastede Leerbeck sig over Anna, der kæmpede imod det bedste hun vidste. På trods af hendes skrig kom ingen hende til hjælp, og det endte med at doktor Leerbeck gennemførte en voldtægt. Anna forlod stedet i chok og med iturevne underbenklæder.
Hude anmeldte ikke voldtægten, hvilket der kan være mange forklaringer på. Psykisk havde Anna det meget dårligt, og hun havde mange selvmordstanker. Det gik ud over hendes studie, og i sommeren 1879 rejste hun tilbage til barndomshjemmet i Roskilde for at se sine kære en sidste gang før det planlagte selvmord. Opholdet gav Anna fornyet mod, og hun rejse tilbage til København for at fortsætte med sin studentereksamen. Dette viste sig dog sværere end planlagt, fordi hun psykisk var så stærkt påvirket af voldtægten. Oven i købet stødte hun flere gange på sin voldtægtsmand i de københavnske gader, og i sommeren 1880 opgav hun at blive student 
Anna forsøgte at begå selvmord ved at tage en overdosis sovemedicin. Sovemedicinen chloral tog ikke livet af Anna, men hun sov en ekstra dag. Nu besluttede Anna at skyde lægen på åben gade. Hun købte en revolver hos en lokal isenkræmmer, og lærlingen gav Anna en kort introduktion til brugen af revolveren. Bevæbnet med sin revolver opsøgte Anna doktor Leerbeck ved hans bopæl i Læderstræde i København den 18. juli 1880. Hun skød to gange og ramte Leerbeck i hånden. Leerbeck tog flugten og ordensmagten blev tilkaldt.
Anna blev anholdt og kunne nu endelig fortælle om voldtægten. På trods af at doktor Leerbeck forklarede mordforsøget som en forsmået elskerindes hævn troede myndighederne på Anna Hudes forklaring. Endelig blev doktor Leerbeck anholdt, og samme nat hængte doktoren sig i sin celle. Hans rygte var ødelagt, og derfor brugte han sine bukseseler som den sidste udvej til at undgå den ydmygende rettergang. Her viste det sig nemlig at doktor Leerbeck havde begået overgreb mod mange af sine patienter. Det var dog aldrig kvinderne fra det gode borgerskab, der fortalte om overgrebene, men derimod kvinder fra den fattigere del af samfundet.
Voldtægtssagen vakte stor opsigt i det ganske land, og der var stor sympati for Anna Hude blandt både offentligheden og myndighederne. Mens retssagen stod på fulgte medierne sagen med stor interesse, og i folkemunde blev Anna Hude kendt som "damen, der skød doktoren". Hun endte endda i adskillige skillingsviser - 1880ernes tabloidpresse. Den opsigtsvækkende sag endte med en mild dom til Hude, der efter godt fem måneder i fængsel blev løsladt.

## Udvalgt bibliografi
- Danehoffet og dets Plads i Danmarks Statsforfatning, G.E.C. Gad:København 1893 (disputats)
- Repertorium diplomaticum regni Danici mediævalis: Fortegnelse over Danmarks Breve fra Middelalderen, med Udtog af de hidtil utrykte, 1. række 1-4, København 1894-1912 (udgivet sammen med Kristian Erslev og William Christensen)
- Aktstykker vedrørende Erik af Pommerns Afsættelse som Konge af Danmark, København 1897 (optrykt af Selskabet for Udgivelse af Kilder til Dansk Historie 1971)
- Holstenerpræstens Krønike : "(Presbyter Bremensis)", København 1903 (oversat af Anna Hude)
- Middelalderen 400-1300 (bind 3 i Johan Ottosen og Niels Møller (red.): Folkenes Historie fremstillet af nordiske Historikere), København 1908
- The evidence for communication with the dead, London 1913
- Vejen jeg gik, København 1920
- Gennem Døden, København 1926 (engelsk udgave Beyond death, København 1928)